# Lockheed X-7
Il Lockheed Corporation X-7 era un velivolo, con ala trapezoidale, senza equipaggio, usato per provare la tecnologia dei ramjet e dei sistemi di guida per missili. Per la sua forma venne soprannominato "Flying stove pipe" ("Tubo di stufa volante" in lingua inglese).
Fu il primo "X" senza pilota. Lo scopo iniziale per questo progetto era il collaudo dello statoreattore, motore destinato all'intercettore Boeing XF-99 Bomarc.
L'X-7 veniva trasportato in quota a bordo di un B-50 o da B-29 Superfortress. Il booster azionato dopo il lancio portava il velivolo ad una velocità di 1 625 km/h; successivamente il booster veniva espulso e veniva acceso al suo posto il motore ramjet (statoreattore) che accelerava l'X-7 fino alla sua massima velocità. Al termine del suo volo l'apparecchio scendeva a terra frenato dai paracadute.
Questo aereo raggiunse una velocità massima di 3 250 km/h, ottenendo un record di velocità per aerei con motori a getto. Furono effettuati un totale di 130 voli dall'aprile del 1951 al luglio del 1960.
La sua ala trapezoidale consente di collegare il progetto di questo velivolo sia all'X-3 (del quale la Lockeed possedeva l'intera documentazione) che all'F-104.
Tra le varie versioni di questo aereo vi fu la XQ-5 Kingfisher capace di decollare autonomamente grazie a due razzi a propellente solido, oppure di essere trasportato in quota con l'aereo madre. L'X-7 originale aveva solo questa seconda possibilità anche a causa del fatto che lo statoreattore poteva accendersi solo oltre una certa velocità.

## Esemplari attualmente esistenti
Al 2001 almeno sei esemplari erano ancora esistenti presso musei, istituzioni private, ecc.